# Jean-François-Aimé-Philippe Gaudin
Jean-François-Aimé-Philippe Gaudin (Longirod (Vaud), 18 de março de 1766 — Nyon, 14 de julho de 1833) foi um pastor calvinista, professor e botânico que se notabilizou com a sua monumental Flora Helvetica (em 7 volumes).

## Biografia
Originário de Nyon, Jean Gaudin frequentou a Academia de Genebra (a partir de 1781) e depois estudou teologia durante sete anos na Universidade de Zurique. Lá seu gosto pela botânica despertou, encorajado pelo naturalista Johannes Gessner, amigo de Albrecht von Haller e fundador do Jardim Botânico de Zurique. Em 1789, realizou excursões para colecta de plantas e observação da flora pelo Cantão de Appenzell Ausserrhoden e pelo cantão de Saint-Gallen.
Nesta excursão onde conheceu Anna-Barbara Escher, filha do oficial de justiça de Sennwald, com quem casou no mesmo ano. O casal viria a ter duas filhas.
Jean Gaudin publica Agrostologia helvetica (1811), obra em que descreve as gramíneas dos prados suíços, obra que contribuiu para a sua influência internacional. Em 1820, foi admitido como membro correspondente da Société linnéenne de Paris, ao mesmo tempo em que se tornou professor honorário de botânica na Universidade de Lausanne em reconhecimento pelo seu trabalho como cientistas. A sua obra principal, Flora helvetica, apareceu em seis volumes, entre 1828 e 1830. A esta publicação, seguiu-se o 7.º volume, intitulado Topographia helvetica, publicado em 1833. É um dicionário dos lugares mencionados nos primeiros volumes, com a lista de plantas encontradas em cada um deles. Este trabalho é considerado o primeiro deste tipo a ser publicado. Gaudin designa quase 170 novas espécies, como Gladiolus palustris (o gladíolo-dos-pântanos), Festuca violacea (a festuca-violeta), a Carex punctata (junça-manchada), para citar apenas três exemplos entre as 20 espécies da flora suíça que descreveu e que são hoje reconhecidas.
Para os seus trabalhos de campo, Gaudin fez dezoito viagens pela Suíça, França, Sabóia e Piemonte, durante as quais constituiu um considerável herbário do ponto de vista científico. Aquele herbário contém 26 conjuntos de plantas, totalizando 5 511 amostras representando 3 535 espécies, das quais 168 são tipos nomenclaturais. O herbário foi legado ao seu ex-aluno e amigo, o botânico parisiense Jacques Étienne Gay, e foi finalmente depositado em 1878 no Museu Cantonal e Jardim Botânico de Lausanne (Musée cantonal de botanique)..
Para além dos seus trabalhos académicos, Gaudin foi professor de matemática e história natural no Institut Snell em Nyon, onde se tornou co-diretor, e depois diretor com a morte de Auguste Snell (1810).
Membro fundador em 1815, junto com Henri-Albert Gosse, da Sociedade Suíça de Ciências Naturais (Société helvétique des sciences naturelles), foi também o primeiro presidente da Sociedade Evangélica de Missões em Nyon (desde 1826). Jean Gaudin exerceu sucessivamente o cargo de pastor eclesiástico na igreja alemã de Nyon (ministro de 1795-1817), em Longirod (1817-1821) e depois em Nyon (1821-1833).
Jean Gaudin morreu a 14 de julho de 1833, em Nyon, de uma inflamação no peito.
O seu nome é o epónimo do nome genérico Gaudinia (Poaceae).

## Obras
Entre outras, é autor das seguintes obras:
- Étrennes de flore : No 1, pour l'an de grâce 1804, à Lausanne : chez Hignou, 1804.
- Agrostographia alpina oder Beschreibung schweizerischer Gräser, welche meistens auf den Alpen, und auf der Gebirgskette des Jura wachsen. Alpina. - Winterthour, Steiner éd., 1806-1809, t. 3, pp. 2–75 ; t. 4, pp. 201–283.
- Agrostologia helvetica : definitionem descriptionemque graminum et plantarum eis affinium in Helvetia sponte nascentium complectens, Paris, Genève, J.J. Paschoud éd., 1811.
- Flora helvetica sive historia stirpium hucusque cognitarum in Helvetia et in tractibus conterminis : aut sponte nascentium aut in hominis animaliumque usus vulgo cultarum, Zurich, Orell et Füssli éd., 1828-1833.
- Synopsis Florae helveticae, ouvrage posthume, complété et publié par J.-P. Monnard, Zurich, Apud Orell et Füssli éd., 1836.